# Хулио Орего
Хулио Орего (шп. Julio Horrego; Хајалија, 8. октобар 1998) хондураски је пливач чија специјалност су трке мешовитим и прсним стилом.

## Спортска каријера
Дебитантски наступ на међународној сцени под заставом Хондураса имао је 2018. на Играма Централне Америке и Кариба у колумбијској Баранкиљи где је успео да се пласира у финалне трке на 200 мешовито и 200 прсно.
Годину дана касније дебитовао је и на светском првенству у корејском Квангџуу 2019. где је наступио у две дисциплине. У трци на 200 мешовито заузео је 47. место у квалификацијама, док је у трци на 100 прсно био на 57. месту.
Наступао је и на Панамеричким играма 2019. у Лими.